# شعيب بن أبي حمزة
شعيب بن أبي حمزة (ت. 162هـ/779م). اسم أبيه دينار. محدث، ثقة حافظ، من أهل حمص. لقب بالأُموي ولاء.

## سيرته
كان كاتبًا للزهري، وكَانَ بَدِيعَ الكِتَابَةِ، وَافِرَ المَهَابَةِ، رَافَق الزُّهْرِيَّ إِلَى مَكَّةَ، فَكُانْ يدرُسات القُرْآنَ، كان أنيق الخط، فكتب للخليفة الأُموي هشام بن عبدالملك شيئاً كثيرًا بإملاء الزهري عليه. أثنى عليه الأئمة. أخرج له أصحاب الكتب الستة.
لما حضرته الوفاة، جمع جماعة بقية وابنه، فقال: هذه كتبي، ارووها عني. مات سنة 162 هـ، وقيل 163 هـ.

## روايته للحديث النبوي
- روى عن: محمد بن مسلم بن شهاب الزهري، وعكرمة بن خالد، وزيد بن أسلم، وعبد الله بن عبد الرحمن بن معمر بن حزم، ومحمد بن المنكدر، ونافع مولى ابن عمر، وهشام بن عروة، وعبد الله بن ذكوان، وعبد الوهاب بن بخت، وغيرهم.[2]
- روى عنه: بقية بن الوليد، والوليد بن مسلم، وابنه بشر، ومحمد بن حمير، وشريح بن يزيد، وأبو اليمان، وعلي بن عياش الحمصي، وغيرهم.[2]
- الجرح والتعديل: قال المفضل الغلابي: كان عند شعيب عن الزهري نحو ألف وسبعمائة حديث، وقال يحيى بن معين: أثبتهم في الزهري: مالك، ومعمر وعقيل، ويونس، وشعيب بن أبي حمزة، وابن عيينة. وروى أبو زرعة الدمشقي عن دحيم، قال: شعيب ثقة، ثبت، يشبه حديثه حديث عقيل. ثم قال: والزبيدي فوقه.[2]